# Walter Roelcke
Walter Roelcke (* 10. Dezember 1928 in Görlitz; † 24. Dezember 2005 in Krailling bei München) war ein deutscher Mathematiker.

## Leben
Roelcke wurde im heute polnischen Teil von Görlitz geboren und machte nach der Flucht 1946 in Heidelberg sein Abitur. Er studierte Mathematik in Heidelberg mit dem Diplom 1952 und der Promotion 1954 bei Hans Maaß (Über die Wellengleichung bei Grenzkreisgruppen erster Art). In seiner Dissertation, die mit summa cum laude ausgezeichnet wurde, untersuchte er die Maaßschen Wellenformen mit der Methode der Spektraltheorie selbstadjungierter Operatoren und erhielt eine vollständige qualitative Eigenwerttheorie des Laplaceoperators auf Grenzkreisgruppen erster Art. Als Post-Doktorand war er in Glasgow bei Robert Alexander Rankin und 1955/56 am Institute for Advanced Study bei Atle Selberg. 1957 wurde er Assistent bei Hans Petersson an der Universität Münster, an der er sich 1960 habilitierte und Privatdozent wurde (Automorphe Funktionen und Spektraltheorie). 1964 war er ein Jahr an der University of Wisconsin–Madison. 1965 wurde er ordentlicher Professor an der Ludwig-Maximilians-Universität München, an der er zeitweise Dekan der Fakultät war. 1994 emeritierte er.
Anfangs befasste er sich mit der Eigenwerttheorie automorpher Formen in der hyperbolischen Ebene. In einer Arbeit von 1964 stellte er dabei die bis heute unbewiesene Roelcke-Selberg-Vermutung auf. In München befasste er sich mit topologischen Vektorräumen und topologischen Gruppen. Hier ist die Roelcke-Kompaktifizierung nach ihm benannt.
Zu seinen Doktoranden gehört Jürgen Elstrodt und Susanne Dierolf (Universität Trier).

## Schriften
- Über die Wellengleichung und Grenzkreisgruppen erster Art, Sitzungsberichte der Heidelberger Akademie der Wissenschaften, 1953/55, Springer Verlag 1956 (Dissertation)
- Das Eigenwertproblem der automorphen Formen in der hyperbolischen Ebene, 2 Teile, Mathematische Annalen, Band 167, 1966, S. 292–337
- On the fineste locally convex topology agreeing with a given topology on a sequence of absolutely convex sets, Mathematische Annalen, Band 198, 1972, S. 57–80
- mit Susanne Dierolf Uniform structures on topological groups and their quotients, McGraw Hill 1981